# Ligustrum sinense
Il ligustro cinese (Ligustrum sinense Lour., 1790) è una pianta della famiglia delle Oleacee originaria della Cina, di Taiwan e del Vietnam. È anche naturalizzata in Reunion, isole Andamane, Isola Norfolk, Costa Rica, Honduras, Panama e gran parte degli Stati Uniti orientali e meridionali.